# Cornelis de Vlaming van Oudshoorn
Cornelis de Vlaming van Oudshoorn (* 13. August 1613 in Amsterdam; † 10. Februar 1688 ebenda) war ein holländischer Edelmann und Amsterdamer Regent des Goldenen Zeitalters.

## Biografie
Cornelis entstammte der Familie der De Vlaming van Oudshoorn. Seine Eltern waren Dirck de Vlaming van Oudshoorn und Wendela van Bronckhorst. Im Jahre 1636 wurde De Vlaming van Oudshoorn in Fontainebleau durch den französischen König Ludwig XIII. zum chevalier de l'accolade ernannt. Nach des Vaters Tod im Jahre 1643 erbte er dessen Herrlichkeiten Oudshoorn und Gnephoek. Im Jahre 1647 war er beim Begräbnis des Statthalters Friedrich Heinrich von Oranien der Fahnenträger des Landes von Cuyk. Der oranisch gesinnte De Vlaming van Oudshoorn gelangte im Jahre 1645 als Schepen in die Regierung Amsterdams. Im Jahre 1646 wurde er Ratsherr, zwischen den Jahren 1649 und 1655 Hooghschout. Im Jahre 1656 wurde er zum ersten Mal zum Bürgermeister benannt. Weitere Amtszeiten folgten in den Jahren 1660, 1662, 1663, 1668, 1672, 1676, 1677, 1679 und 1680. In den Jahren 1658/59 war De Vlaming van Oudshoorn Mitglied in den Staaten von Holland. Im Jahre 1662 trat De Vlaming van Oudshoorn gemeinsam mit den anderen drei Bürgermeistern Cornelis  de Graeff, Henrick Hooft und Cornelis Jan Witsen gegen den Kauf von Rembrandts Gemälde Die Verschwörung des Claudius Civilis auf, welches für die Inneneinrichtung des Amsterdamer Paleis op de Dam vorgesehen war.
Im Rampjaar 1672 beglückwünschte er den neuen Statthalter Wilhelm III. von Oranien im Namen der Stadt Amsterdam. Weitere Ämter nach dem Rampjaar waren die eines Raad van State und das eines Bewindhebber (Direktor) der Niederländischen Ostindien-Kompanie. Im Jahre 1674 verfügte De Vlaming van Oudshoorn über ein aktives Barvermögen von 169.000 Gulden und zählte damit zu den 250 reichsten Personen des Goldenen Zeitalters. 
De Vlaming van Oudshoorn ehelichte im Jahre 1644 Nicoläa (Claesje) Hooft, mit welcher er elf Kinder hatte. Seine Tochter Maria heiratete Pieter van Reede tot Nederhorst, Alida wurde die Frau von Jacob Godin, Herr van Boelesteyn und Geertruida ehelichte den englischen Pair William Ferdinand Carey, 8. Baron Hunsdon of Hunsdon (1684–1765).